# 減数分裂
減数分裂 （げんすうぶんれつ、独: Meiose、英: meiosis）は、真核生物における細胞分裂の様式の一つ。動物では配偶子（コケ・シダ類などでは胞子）を形成する際に行われ、生じた娘細胞では染色体数が分裂前の細胞の半分になる。一方、細胞が通常増殖する際に取る形式は有糸分裂あるいは体細胞分裂と呼ばれる。19世紀後半に予見されていた現象であり、英語で減数分裂を意味する Meiosis はギリシャ語で「減少」の意。
様式において体細胞分裂と異なる点は、染色体の複製の後に相同染色体が対合し、中間でDNAを複製することなしに二回連続して細胞分裂（減数第一分裂、第二分裂）が起こることである。受精では卵子と精子から一組ずつ染色体が供給され、二倍体細胞は母系由来と父系由来の染色体を一セット持っていることが明らかにされると、受精に先立ってあらかじめ染色体の減数が行われる必要があることが考えられた。実際の観察は、ウォルター・S・サットンによってバッタの生殖細胞で報告された。このことから遺伝子が染色体上にあるとする染色体説が提唱された。

## 減数分裂の生物学的意義
減数分裂は配偶子形成において遺伝的な多様化を生じさせ、環境変化への対応や進化に貢献していると考えられている。例えば2組4本の染色体を持つ生物では、22=4 通りの組み合わせをもった配偶子が作られ、ここから得られる次世代は 42=16 通りである。ヒトの場合では23組の相同染色体、計46本の染色体を持つため、223=8,388,608（840万弱）通りの配偶子、8,388,6082=70,368,744,177,664（およそ70兆）通りの次世代が生じる可能性をもっている。さらに遺伝の多様性を生み出す仕組みには、染色体の一部が入れ替わる乗換え（相同組換え）がある。乗換えは減数第一分裂時に行われる。分子機構としては DNA の二重鎖切断が起き、それがDNA修復によってつなぎ直される際に起こる。
減数分裂において染色体が正常に分配されない現象は染色体不分離（non-disjunction）と呼ばれる。染色体不分離は、染色体数の異なる配偶子を生み出し、ダウン症など染色体異常疾患の原因となる。

## 減数分裂における染色体の挙動

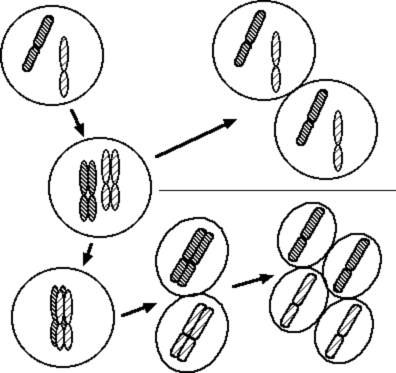
体細胞分裂（上）と減数分裂（下）における染色体の挙動: 簡単にするため一組の相同染色体のみ示した

二倍体細胞では、ある1本の染色体には、よく似たもう1本の染色体が存在する（図左上）。これらは互いによく似た（相同な）染色体であり、こういった関係にある2本の染色体を相同染色体（homologous chromosomes）と呼ぶ。相同染色体の一方は母方から、もう一方は父方から受け継ぐ。（注：常染色体ではそうであるが、例えばヒトなどの性染色体の2本の対についてはお互いに長さも違い遺伝子の内容もあまり似てはいない）。
減数分裂に先立って、細胞はDNA複製を行いDNAの量を倍化させる。その結果、元の染色体と同じ配列を持った2本の染色体が形成される（図左中）。これら同じ遺伝情報を持つ2本の染色体のペアは姉妹染色分体と呼ばれる（図左中の、同じ色の2本）。体細胞分裂では2倍になった染色体がそれぞれ娘細胞に受け継がれ、母細胞と同じになる（右上）。
減数第一分裂では2本の染色分体からなる相同染色体同士が対合し、4本の染色分体からなる二価染色体（bivalent chromosomes）を形成する（図左下）。その後、それぞれの相同染色体（2本の染色分体）は別々の方向に分かれ、第一分裂が終了する（図下中央；この分裂は還元分裂とも呼ばれる）。引き続き、新たなDNA合成を介することなく、減数第二分裂が開始される。第二分裂では2本の姉妹染色分体が別の方向に分かれる（この分裂は均等分裂とも呼ばれる）。こうして出来た4個の娘細胞にはそれぞれ元の細胞の半分の量のDNAが含まれる（右下）。
減数第一分裂前期では、相同染色体の間で乗換え（交差あるいは交叉とも呼ばれる；crossover）が起こり、一部の配列を取り替える（組換え）。相同染色体が乗り換えた部位で形成される構造はキアズマと呼ばれる。このように、減数分裂の重要性は、組換えによって様々な遺伝子の組み合わせを生み出し、しかも異なった組み合わせの染色体を持つ配偶子が形成されることにある。すなわち、減数分裂は子孫の遺伝的多様性をつくりあげることに大きな役割を果たしている。また近年の研究によれば、乗換えの過程そのものが染色体分離を正常に行わせるのに必須のイベントであることも明らかになってきている。

## 減数分裂の細胞周期
脊椎動物の減数分裂周期は、
1. 第一減数分裂前期での分裂停止・ホルモン刺激による停止解除（MPF［Cdc2/Cyclin複合体］の活性化）
2. 第一第二分裂遷移時のS期の省略（Cyclinの部分的分解・再合成等によるMPFの部分的不活性化・再活性化）
3. 第二減数分裂中期での分裂停止（CSFによるMPFの活性維持）・受精刺激による停止解除（Cyclinの完全な分解等によるMPFの不活性化）

という3点で体細胞分裂周期と異なる非常に重要な特徴を持っている。